# Entomophaga tipulae
Entomophaga tipulae är en svampart som först beskrevs av Johann Baptist Georg Wolfgang Fresenius, och fick sitt nu gällande namn av Humber 1989. Entomophaga tipulae ingår i släktet Entomophaga och familjen Entomophthoraceae.   Inga underarter finns listade i Catalogue of Life.